# Tongyeong
Tongyeong est une ville côtière de la Corée du Sud, dans la province du Gyeongsang du Sud. Elle est issue de la réunification en 1995 de la ville de Chungmu avec le district de Tongyeong. Elle couvre un vaste territoire de 238,81 km2 constitué par la pointe de la péninsule de Goseong, les iles d'Hansan et de Mireuk et d'autres iles de moindre importance. Son nom fait référence à l'amiral Yi Sun-sin, le commandant de la flotte coréenne lors de la guerre contre le Japon à la fin du XVIe siècle : Chungmu est le nom posthume de l'amiral tandis que Tongyeong signifie « poste de commandement » car l'île d'Hansan a été son principal port d'attache.

## Géographie
Tongyeong est située à la pointe sud de la péninsule de Goseong et est entourée par la mer de trois côtés. Son territoire s'étend également sur 151 iles dont 41 sont habitées. Le port de Tongyeong sert de porte d'entrée pour l'Est du parc national maritime de Hallyeo et est présenté comme le plus beau port de la Corée du Sud. Un pont relie la grande ile de Geoje au continent.
Le terrain est occupé par des collines, la plus grande étant le Byeokbang (650 m) à la frontière nord puis, en descendant vers le sud, le Cheongae (525 m), le Baral (261 m), le Jeseokbong (279 m) et le Yongha (461 m) sur l'ile de Mireuk.

## Climat
Comme Tongyeong est influencé par le courant chaud de la Corée orientale, son climat  est relativement doux et elle profite d'un climat subtropical humide  (Cwa selon Köppen). C'est la ville la plus chaude du Gyeongsang du Sud avec une température moyenne annuelle de 14,7 °C. Cette température moyenne descend à 3,1 °C en janvier et monte à 26,1 °C en aout. C'est aussi une des villes les plus humides de Corée avec 1451 mm de précipitations annuelles. Les plantes présentes sont caractéristiques des régions chaudes et tempérées telles que le cèdre, le cyprès et le pin noir du Japon, le paulownia, le bambou, le camélia et les palmiers.
| Mois                                | jan.  | fév.  | mars  | avril | mai   | juin  | jui.  | août  | sep.  | oct. | nov.  | déc.  | année   |
| ----------------------------------- | ----- | ----- | ----- | ----- | ----- | ----- | ----- | ----- | ----- | ---- | ----- | ----- | ------- |
| Température minimale moyenne (°C)   | −0,8  | 0,7   | 4,4   | 9,3   | 13,9  | 17,9  | 22    | 23,4  | 19,4  | 13,7 | 7     | 1,3   | 11      |
| Température moyenne (°C)            | 3,1   | 4,9   | 8,6   | 13,4  | 17,5  | 20,9  | 24,4  | 26,1  | 22,6  | 17,6 | 11,2  | 5,5   | 14,7    |
| Température maximale moyenne (°C)   | 8,1   | 10    | 13,4  | 18    | 21,9  | 24,8  | 27,6  | 29,7  | 26,9  | 22,6 | 16,3  | 10,7  | 19,2    |
| Ensoleillement (h)                  | 198,8 | 192,3 | 201,4 | 205,9 | 217   | 174,4 | 147,2 | 189,5 | 170,2 | 211  | 196,1 | 206,6 | 2 310,4 |
| Précipitations (mm)                 | 29,8  | 40,8  | 83,1  | 128,3 | 180,1 | 197,6 | 313,5 | 225,8 | 136,7 | 54,2 | 39,8  | 21,1  | 1 450,8 |
| Nombre de jours avec précipitations | 5,1   | 5,4   | 7,9   | 9,3   | 9,6   | 11    | 14,8  | 11,2  | 8,5   | 5,3  | 5,4   | 3,9   | 97,4    |
| Humidité relative (%)               | 53,4  | 54,6  | 58,4  | 64,9  | 72,4  | 78,9  | 84,8  | 80,6  | 74,3  | 66,8 | 61,9  | 55    | 67,2    |

La halle Sebyeonggwan a été classée trésor national.

## Gastronomie
Le Tongyeong-kkulppang est une spécialité de la ville.

## Personnalités liées à la ville
- L'amiral Yi Sun-sin a fait de Tongyeong sa base d'opérations.

Les personnes suivantes sont nées à Tongyeong :
- Yu Chi-hwan (1908-1967), poète ;
- Yun Isang (1917-1995), compositeur ;
- Kim Sang-ok (1920-2004), poète ;
- Kim Chun-su (1922-2004), poète ;
- Park Kyung-ni (1926-2008), romancière, auteur de Toji (La terre) ;
- Shin Suk-ja (1942-), prisonnière politique en Corée du Nord ;
- Kim Jong-boo (1965-), footballeur ;
- Kim Do-hoon (1970-), footballeur ;
- Heo Gyeong-hwan (1981-), humoriste ;
- Kim Min-jae (1996-), footballeur ;
- Song Hyeongjun (2002-), chanteur, membre du groupe Cravity.

Tongyeong accueille fréquemment une des courses de la coupe du monde de triathlon depuis 2004 et, tous les ans depuis 2002, un festival international de musique en hommage au compositeur Isang Yun.